# Nathalie Baye
Nathalie Marie Andrée Baye (sinh ngày 6 tháng 7 năm 1948) là một diễn viên người Pháp. Bà đã diễn xuất trong hơn 70 phim và bốn đoạt giải César với các phim: Sauve qui peut (la vie) (1980), Une étrange affaire (1981), La Balance (1982) và Le Petit Lieutenant (2005). 

## Danh mục phim chọn lọc
| Năm  | Tên phim                    | Vai diễn                                                          | Đạo diễn               |
| ---- | --------------------------- | ----------------------------------------------------------------- | ---------------------- |
| 1972 | Two People                  | uncredited                                                        | Robert Wise            |
| 1972 | Faustine et le Bel Été      | Giselle                                                           | Nina Companeez         |
| 1973 | Day for Night               | Joelle                                                            | François Truffaut      |
| 1974 | The Mouth Agape             | Nathalie (the daughter)                                           | Maurice Pialat         |
| 1976 | La Dernière femme           | uncredited                                                        | Marco Ferreri          |
| 1977 | The Man Who Loved Women     | Martine Desdoits                                                  | François Truffaut      |
| 1977 | Monsieur Papa               | Janine                                                            | Philippe Monnier       |
| 1977 | Solemn Communion            | Jeanne Vanderberghe                                               | René Féret             |
| 1978 | Mon premier amour           | Fabienne                                                          | Élie Chouraqui         |
| 1978 | The Green Room              | Cécilia Mandel                                                    | François Truffaut      |
| 1979 | Every Man for Himself       | Denise Rimbaud                                                    | Jean-Luc Godard        |
| 1980 | A Week's Vacation           | Laurence Cuers                                                    | Bertrand Tavernier     |
| 1980 | La Provinciale              | Christine                                                         | Claude Goretta         |
| 1981 | Strange Affair              | Nina Coline                                                       | Pierre Granier-Deferre |
| 1981 | Beau-père                   | Charlotte                                                         | Bertrand Blier         |
| 1981 | The Return of Martin Guerre | Bertrande de Rols                                                 | Daniel Vigne           |
| 1982 | La Balance                  | Nicole Danet                                                      | Bob Swaim              |
| 1984 | Notre histoire              | Donatienne Pouget / Marie-Thérèse Chatelard / Geneviève Avranches | Bertrand Blier         |
| 1984 | Détective                   | Françoise Chenal                                                  | Jean-Luc Godard        |
| 1984 | Rive droite, rive gauche    | Sacha                                                             | Philippe Labro         |
| 1985 | Lune de miel                | Cécile Carline                                                    | Patrick Jamain         |
| 1989 | The Man Inside              | Christine                                                         | Bobby Roth             |
| 1992 | The Timekeeper              | Madame de Pompadour                                               | Jeff Blyth             |
| 1993 | And the Band Played On      | Françoise Barré-Sinoussi                                          | Roger Spottiswoode     |
| 1997 | Paparazzi                   | Nicole                                                            | Alain Berberian        |
| 1999 | Venus Beauty Institute      | Angèle                                                            | Tonie Marshall         |
| 1999 | Une liaison pornographique  | she                                                               | Frédéric Fonteyne      |
| 2000 | Absolument fabuleux         | Patsy                                                             | Gabriel Aghion         |
| 2002 | Catch Me If You Can         | Paula Abagnale                                                    | Steven Spielberg       |
| 2002 | The Flower of Evil          | Anne Charpin-Vasseur                                              | Claude Chabrol         |
| 2005 | The Young Lieutenant        | Caroline Vaudieu                                                  | Xavier Beauvois        |
| 2006 | French California           | Maguy                                                             | Jacques Fieschi        |
| 2006 | Tell No One                 | Elisabeth Feldman                                                 | Guillaume Canet        |
| 2007 | Mon fils à moi              | the mother                                                        | Martial Fougeron       |
| 2008 | Passe-passe                 | Irène Montier-Duval                                               | Tonie Marshall         |
| 2009 | Face                        | Nathalie                                                          | Tsai Ming-liang        |
| 2010 | De vrais mensonges          | Maddy, Èmilie's mother                                            | Pierre Salvadori       |
| 2012 | Laurence Anyways            | Julienne Alia                                                     | Xavier Dolan           |

## Truyền hình
- Au théâtre ce soir: Les croulants se portent bien (1970)
- L'inconnu (1973)
- Esquisse d'une jeune femme sans dessus-dessous (1975)
- Les cinq dernières phút: Une si jolie petite cure (1977)
- Sacré farceur (1978)
- Madame Sourdis (1979)
- And the Band Played On (1993)
- L'Enfant des lumières (2002)
- Marie–Octobre (2008)
- Le grand restaurant (2010)

## Giải thưởng và huân chương

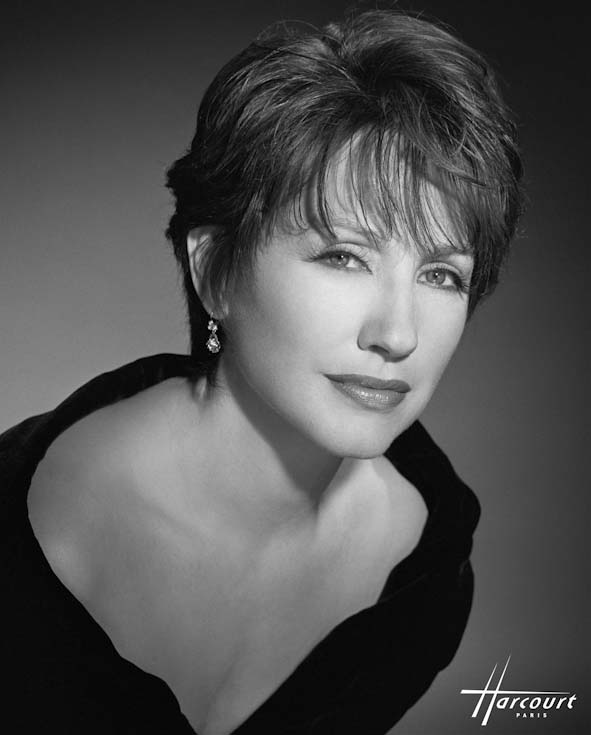
Nathalie Baye in 1994

- 1981: Đề cử César Award for Best Actress – Une semaine de vacances
- 1981: César Award for Best Supporting Actress – Sauve qui peut (la vie)
- 1982: César Award for Best Supporting Actress – Une étrange affaire
- 1983: César Award for Best Actress – La Balance
- 1984: Đề cử César Award for Best Actress – J'ai épousé une ombre
- 1991: Đề cử César Award for Best Actress – Un week-end sur deux
- 1999: Venice Film Festival – Volpi Cup – Best actress – Une liaison pornographique
- 2000: Đề cử César Award for Best Actress – Venus Beauty Institute
- 2000: Seattle International Film Festival – Best actress – Venus Beauty Institute
- 2004: Đề cử César Award for Best Actress – Les Sentiments
- 2006: César Award for Best Actress – Le Petit Lieutenant
- 2006: San Sebastian International Film Festival – Silver Seashell – Best Actress – Mon fils à moi
- 2009: Chevalier (Knight) of the Légion d'honneur[3]
- 2012: Magritte Honorary Award